# Hemerobius maxillosus
Hemerobius maxillosus is een insect uit de familie van de bruine gaasvliegen (Hemerobiidae), die tot de orde netvleugeligen (Neuroptera) behoort. 
Hemerobius maxillosus is voor het eerst wetenschappelijk beschreven door Lichtenstein in 1796.